# Balg (valkerij)
In de valkerij wordt een stukje pels dat over de grond wordt getrokken aangeduid als balg. Deze balg wordt gebruikt om roofvogels op een prooi te leren jagen die zich over de grond beweegt (zoals een konijn). 
Deze term is afgeleid van de term voor een voor conservatie geprepareerd ("gebalgd") dier.